# Spahis sénégalais
Pour l’article homonyme, voir Spahis.
Les Spahis sénégalais étaient une unité de cavalerie de l'armée française de la colonie du Sénégal. À partir de 1960, ils deviennent la composante principale de la Garde présidentielle de la République du Sénégal, sous le nom de Garde Rouge.

## Histoire

### Époque coloniale
En 1843, un peloton du 6e escadron du 1er Régiment de Spahis Algériens est mis à la disposition de la marine pour la colonie du Sénégal. À partir de 1845, des éléments sénégalais sont progressivement recrutés pour remplacer les algériens.
C’est sous Faidherbe, alors gouverneur du Sénégal de 1854 à 1865, que l’escadron va jouer un rôle militaire déterminant, il est de toutes les opérations en Afrique de l’Ouest.
En raison de l’éloignement, du climat et des facultés guerrières des sénégalais, Faidherbe comprend la nécessité de procéder à un recrutement local. Il nomme dès 1856 un premier officier indigène, le sous-lieutenant Alioune Sall.

La renommée des spahis noirs se propage auprès du grand public à partir de 1881 avec les écrits de Pierre Loti, capitaine de vaisseau en poste à Saint-Louis, qui publie le Roman d'un Spahi, et qui assoit définitivement la réputation et l'identité des spahis sénégalais.

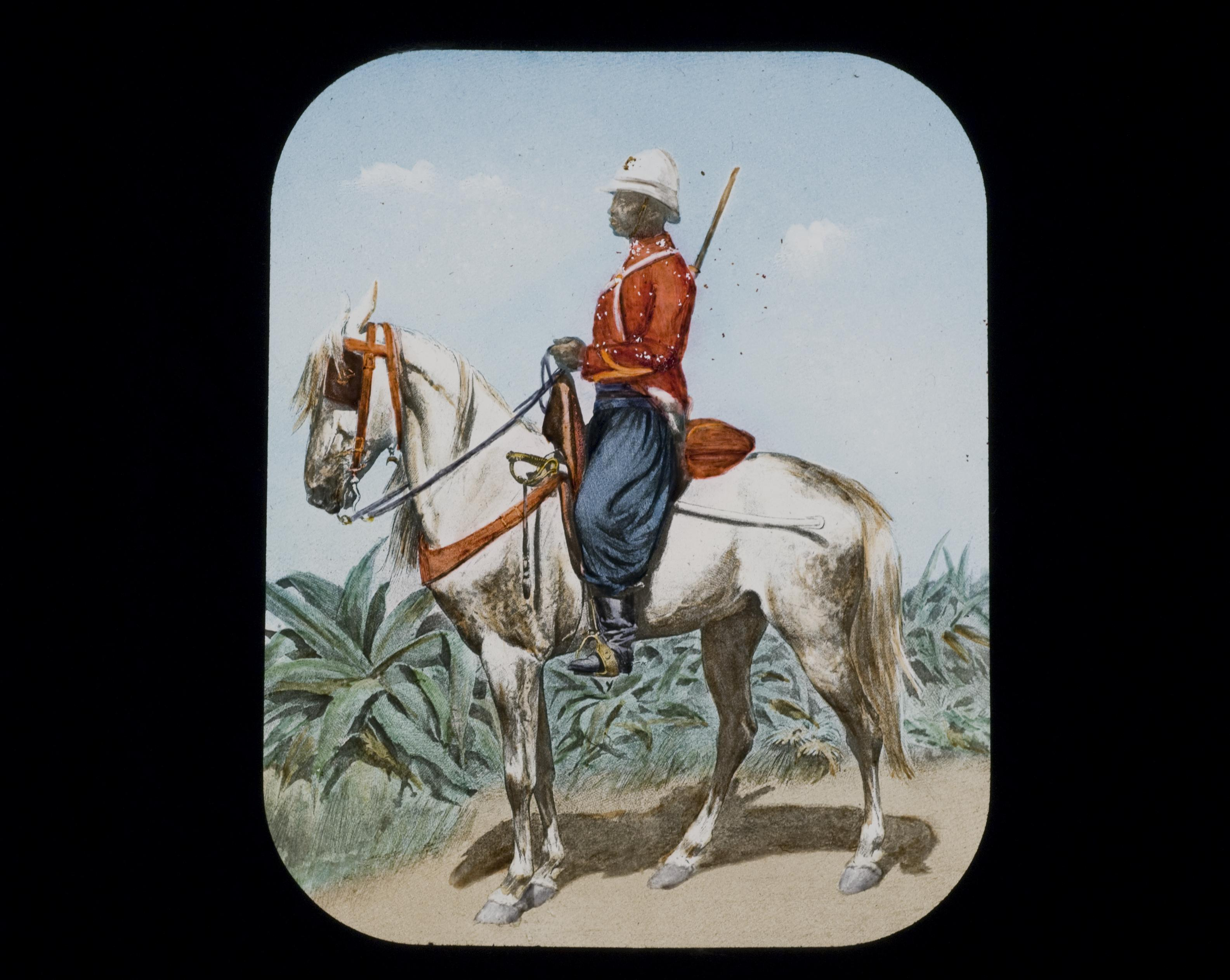
Spahis sénégalais en tenu de campagne (1889).

Pour poursuivre la conquête vers l’Afrique centrale, un  premier escadron de spahis soudanais est créé en 1891 et un second en 1893, qui prennent part à la conquête du Soudan français. Les toucouleurs fournissent la majeure partie du recrutement.
Le 15 août 1902, par la suite du décret du 17 octobre 1899 (qui démembre le Soudan français entre le Sénégal, la Guinée, la Côte d'Ivoire et le Dahomey), le 1er escadron de spahis soudanais devient le 2e escadron de spahis sénégalais, en garnison à Ségou puis à Saint-Louis.

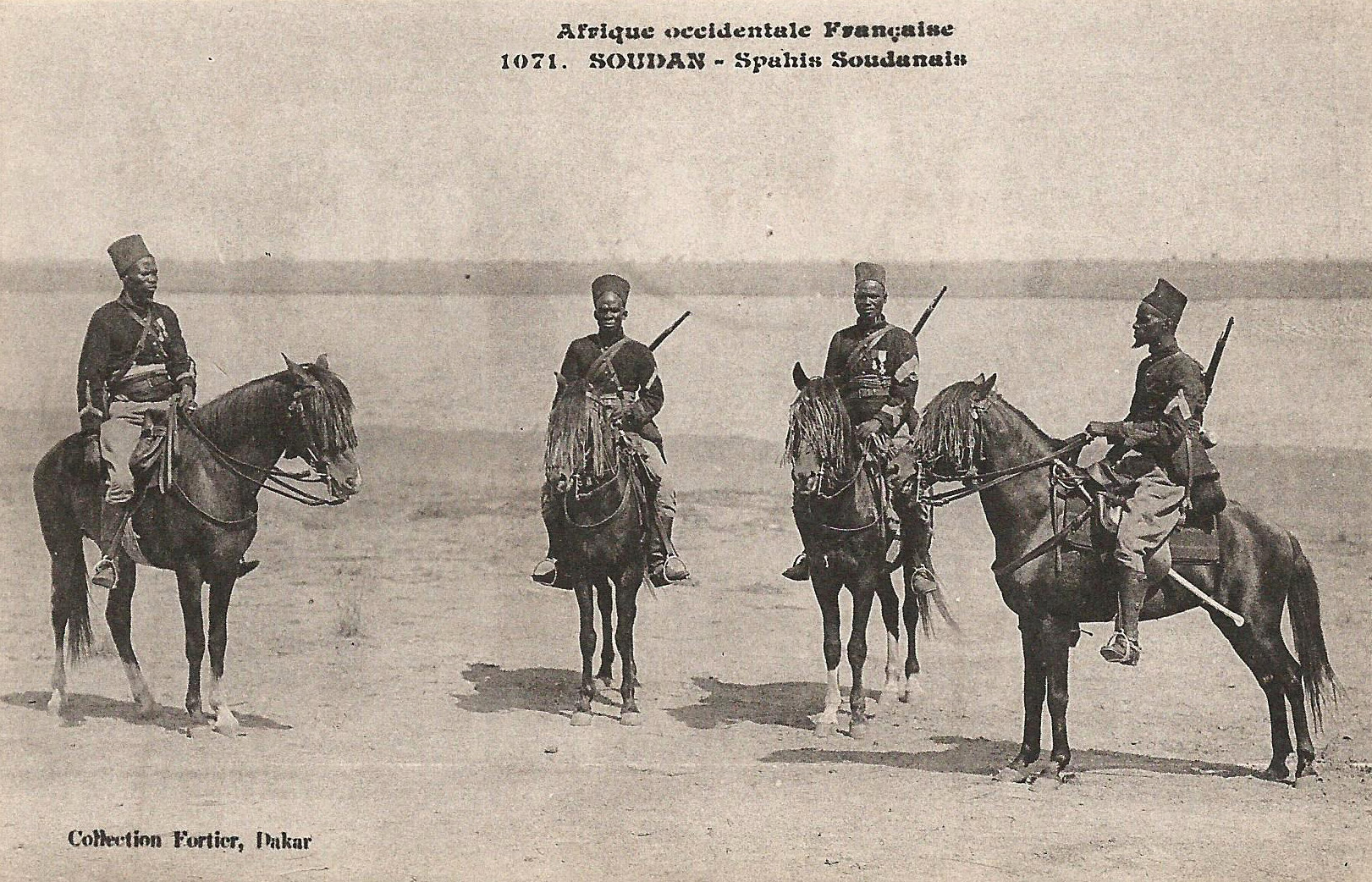
Spahis Soudanais par François-Edmond Fortier, début du XXe siècle.

En 1910, le lieutenant colonel Mangin, dans son célèbre ouvrage, La Force noire, écrit à leur sujet : « L’escadron de spahis du Sénégal a été longtemps sans conteste notre meilleure troupe indigène et nous avons eu quatre escadrons magnifiques qui nous ont montré le cavalier noir comme hardi, solide à cheval, endurant, d’un esprit de corps très accentué et d’un courage à toute épreuve ».

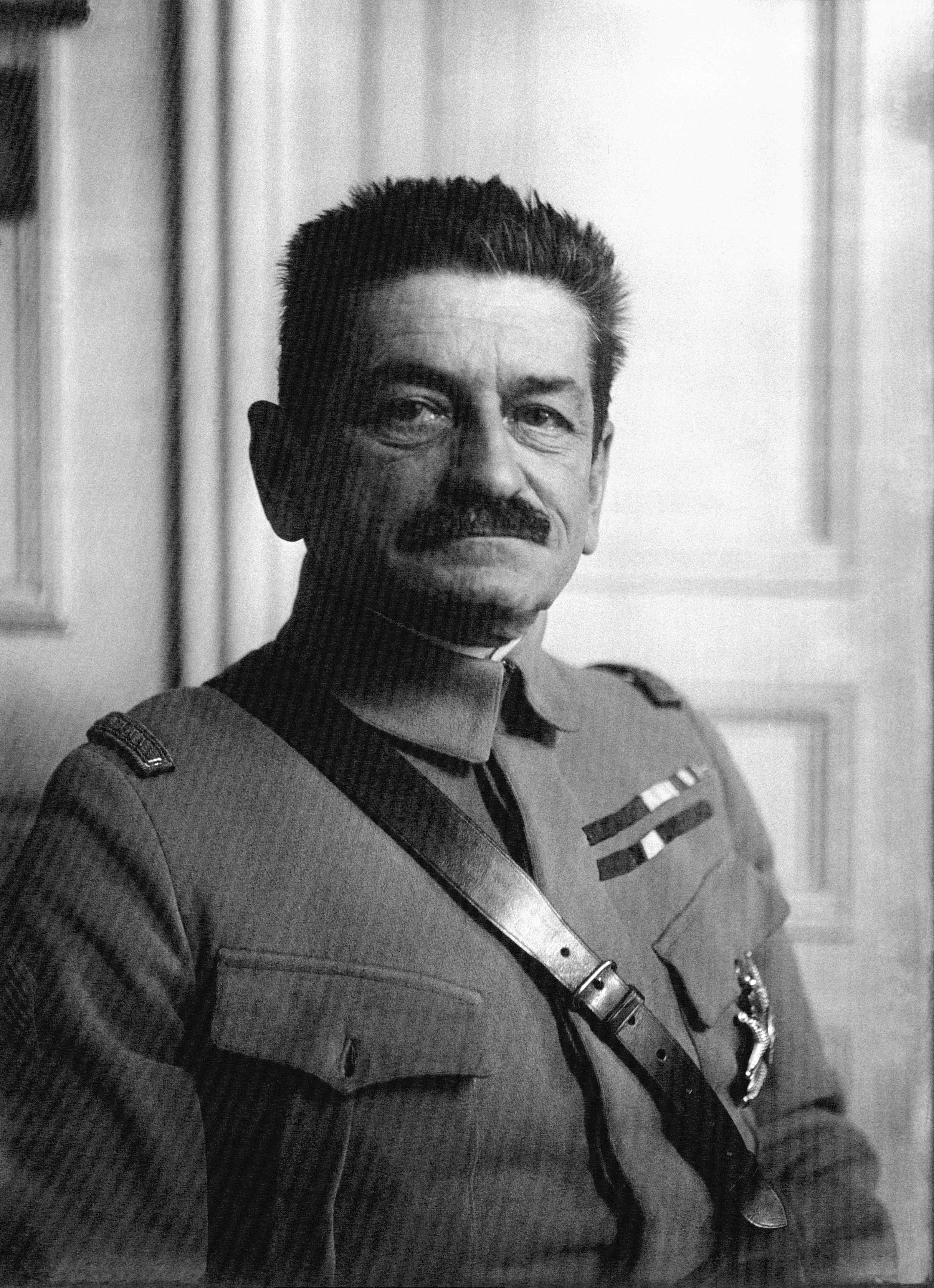
Général Charles Mangin.

En 1912, l’escadron reçoit l’ordre de quitter Saint-Louis pour Casablanca. Il participe activement à l'occupation du pays en tant qu'Escadron de Marche de Spahis Sénégalais du Maroc, sous les ordres du colonel Mangin (qui commande une colonne de 4 000 tirailleurs sénégalais en plus des spahis), à la Bataille de Sidi Bou Othmane qui a permis de dégager Marrakech, alors occupé par El-Hiba qui s’y était proclamé sultan.
L'escadron reste en poste au Maroc jusqu'au 1er juillet 1922 avant de regagner le Sénégal. Le 1er décembre 1928, les spahis sénégalais passent dans la gendarmerie coloniale du Sénégal. Ils conservent fanfare, montures et uniformes, notamment le burnous rouge des spahis algériens qui leur donnera leur surnom de Garde Rouge.

En marge de ces différentes unités, en 1941, un escadron de spahis soudanais est créé au sein du Régiment de Tirailleurs Sénégalais du Tchad pour renforcer le 1er Régiment de Marche de Spahis Marocains, dont il devient le 2e escadron. En 1960, l'escadron de gendarmerie coloniale du Sénégal est licencié, l'unité restant formée pour être intégrée au sein des forces armées sénégalaises.
| Liste des principaux événements de 1843 à 1928 | Liste des principaux événements de 1843 à 1928 |
| Date                                           | Événement |
| ---------------------------------------------- | --- |
| 26 janvier 1843                                | Embarquement à Alger à destination du Sénégal du peloton de Spahis du Lieutenant Petit. |
| 4 août 1843                                    | Combat de Cascas. |
| 21 juillet 1845                                | Ordonnance royale décidant la formation du 6e escadron du 1er régiment de Spahis algériens. |
| 11 février 1847                                | Rassemblement de cet escadron à Alger, mis à la disposition du Ministère de la Marine et des colonies, les cavaliers ayant été tirés du 1er régiment de Spahis d'Alger et du 1er régiment de chasseur d'Afrique. Par la suite, ils seront couramment surnommés « Spahis sénégalais » au fur et à mesure du remplacement des éléments algériens par des sénégalais. |
| 1853                                           | Expédition de Bissagos. |
| 1854                                           | Combats de Dialmath. |
| Février 1855                                   | Charge de N'Der des Spahis du Capitaine Bilhau. / Combats de Diobouldou. |
| 1856                                           | Combats de Langobé. |
| 1857                                           | 2e colonne du Lac Cayar avec le Sous-Lieutenant Alioune Sall à l'avant-garde. |
| Mars 1858                                      | Colonne de Niomré - Bivouac de Mbirama où l'escadron de Spahis fut assailli violemment. |
| Mars 1860                                      | Combat de Thiong. / Combat de Guemom. / Combat de Casamance. / Combat de Diati. |
| Mai 1861                                       | Charge de Kouré. |
| Février-Mars 1862                              | Tournée de Police avec le Capitaine de Negroni et des chalands. |
| 29 juillet 1862                                | Bataille de Mbirboyan. |
| Décembre 1863                                  | Combat de Ngolgol. |
| Janvier 1864                                   | Combat de Loro. |
| Janvier 1965                                   | Combat de Coki. |
| 30 novembre 1865                               | Combat de Paonos. |
| Juillet 1869                                   | Bataille de Mekhey. / Bataille de Palel. |
| 1872                                           | Bataille de Coki. |
| Février 1875                                   | Charge de Samba Sodio dans le Cayor. |
| 1878                                           | Sabouciré. |
| 1881                                           | Ndirboyon. |
| 6 octobre 1886                                 | Combat du Sous-Lieutenant Chauvet et de Samba-Laobé à Tivaouane. |
| 27 octobre 1886                                | Combat du Capitaine Vallois et de Lat Dior aux Puits de Dekelé. |
| 1886-1887                                      | Colonne de Gallieni vers le Soudan. |
| 1890                                           | Randonnée du Djolof. |
| 26 décembre 1891                               | Création du « 1er escadron de spahis soudanais » |
| 1892                                           | Campagne du Dahomey. |
| 1891-1892                                      | 1re campagne contre Samory (combats de Sambi-Ko, Diaman-Ko, Farandougou et Bécéko). |
| 1892-1893                                      | 2e campagne contre Samory. |
| 1893-1894                                      | Colonne du Colonel Bonnier sur Ténétou. |
| 1894-1897                                      | Opérations dans la boucle du Niger. |
| 19 juin 1897                                   | Combat de Serery (prise de Tombouctou). |
| 1897                                           | Colonne de Kong / Opérations dans le Gouronnsi. |
| 1898                                           | Colonne de Sikasso. |
| 11 août 1901                                   | Combat de Bir Alali. |
| 15 août 1902                                   | L'escadron de Spahis soudanais prend le nom de « 2e escadron de spahis sénégalais ». |
| 1904                                           | Combat de Bayoukrou. |
| 1912-1919                                      | Campagne du Maroc. |
| 1914-1915                                      | Campagne du Cameroun. |
| 1er juillet 1922                               | Retrait des Spahis sénégalais du Maroc. |
| 1er janvier 1928                               | Les Spahis sénégalais sont intégrés à la Gendarmerie et forment la « Garde coloniale ». |

### Époque contemporaine

#### Rôle et mission

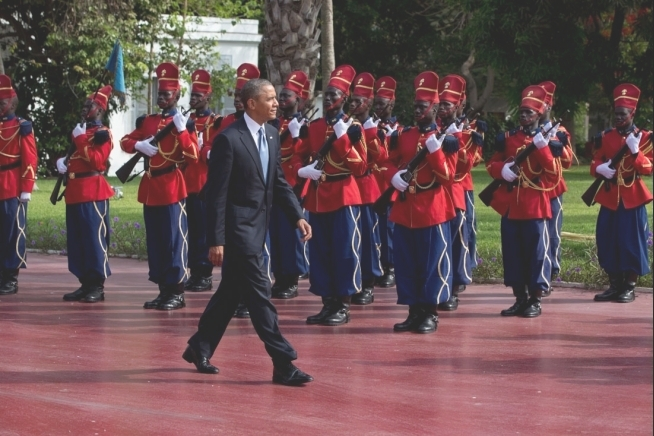
Visite de Barack Obama lors de sa tournée africaine en juin 2013.

Elle devient la composante principale de la Garde présidentielle. Aujourd'hui, elle est connue sous le nom de Garde Rouge et fait partie de la gendarmerie sénégalaise. C'est une unité de parade qui assure les escortes du Président de la République et des hautes personnalités en visite officielle au Sénégal. L'escadron compte une fanfare de cavalerie pour les défilés et les escortes. Au complet il est constitué d’une force de 120 cavaliers, tous gendarmes de formation comme c’est le cas pour la Garde Républicaine en France.
Derrière la fanfare composée de 35 musiciens, montés sur des chevaux gris dont la queue est rougie au henné, apparaît le garde à l’étendard, puis l’officier commandant l’escadron et enfin 3 pelotons ; le premier en chevaux bais, le deuxième en chevaux gris et le dernier en chevaux alezans.
Ils assurent également des missions de maintien de l’ordre lors des manifestations sportives, politiques ou culturelles et des services de police. Il comporte notamment un peloton d’intervention rapide de 24 gardes à cheval, commandé par un chef de peloton, doté de véhicules pour transporter les chevaux sur les plages, les sites touristiques et les points sensibles. Les gendarmes à cheval sont détachés périodiquement pour des services de sécurité en renfort dans certaines brigades territoriales des différentes régions.
Grâce à son passé colonial, c'est la plus vieille et la plus emblématique unité des forces armées sénégalaises.

#### Autres composantes

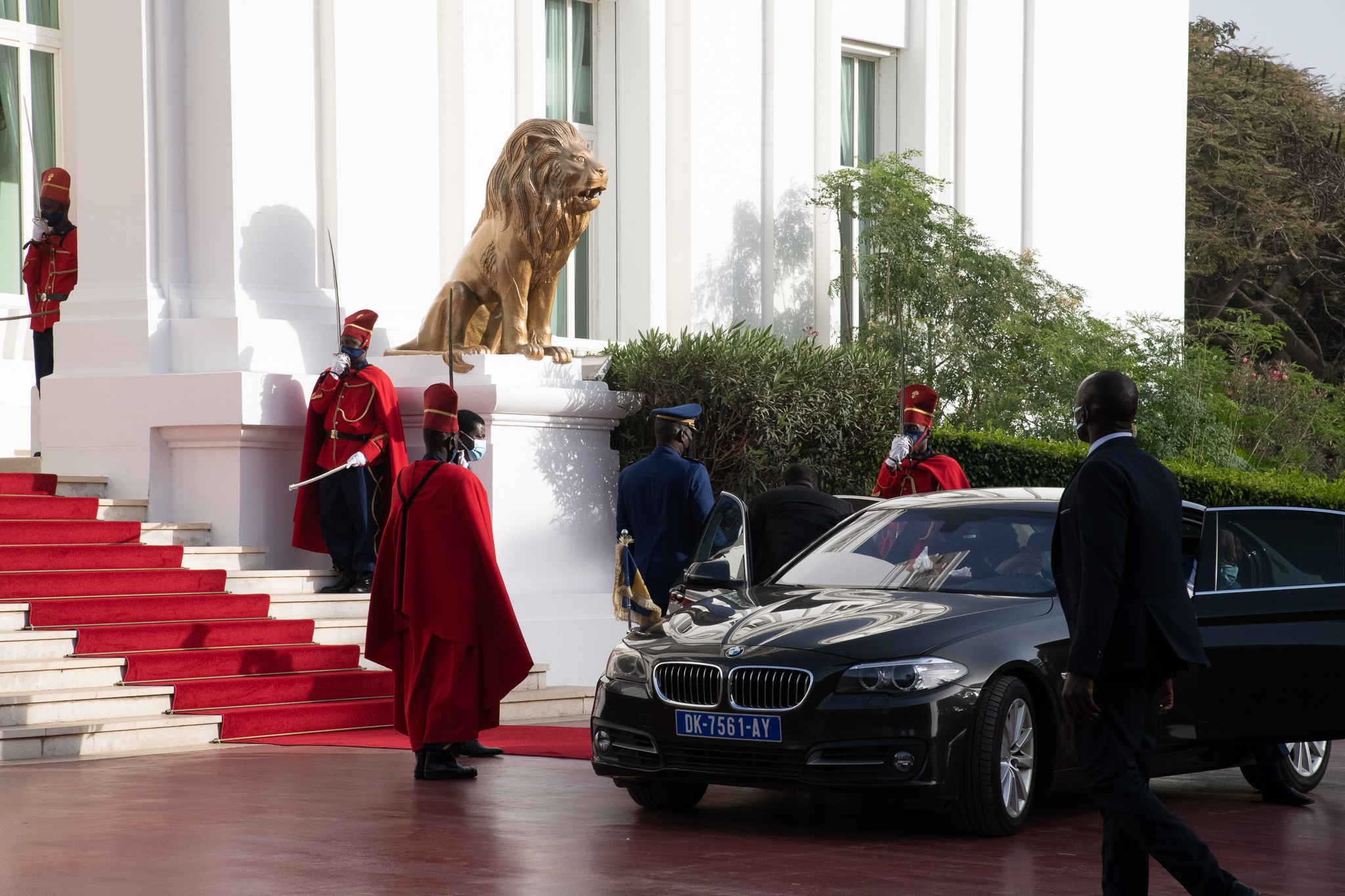
La Garde rouge devant les portes du palais.

La Garde présidentielle est constituée de trois groupes d'escadrons distincts :
- Groupe d’Escadrons d’Escortes et de Services (G.E.E.S.) ; il intègre les Spahis sénégalais ainsi qu'un escadron Motocycliste.
- Groupe d’Escadrons de la Garde Présidentielle (G.E.G.P.) ; un escadron à pied, doté de l’uniforme des gardes rouges et assurant la garde au Palais présidentiel.
- Groupe d’Escadrons de Protection (G.E.P.) ; deux escadrons qui assurent la sécurité du président de la République, des membres de sa famille et de leurs résidences.

## Galerie

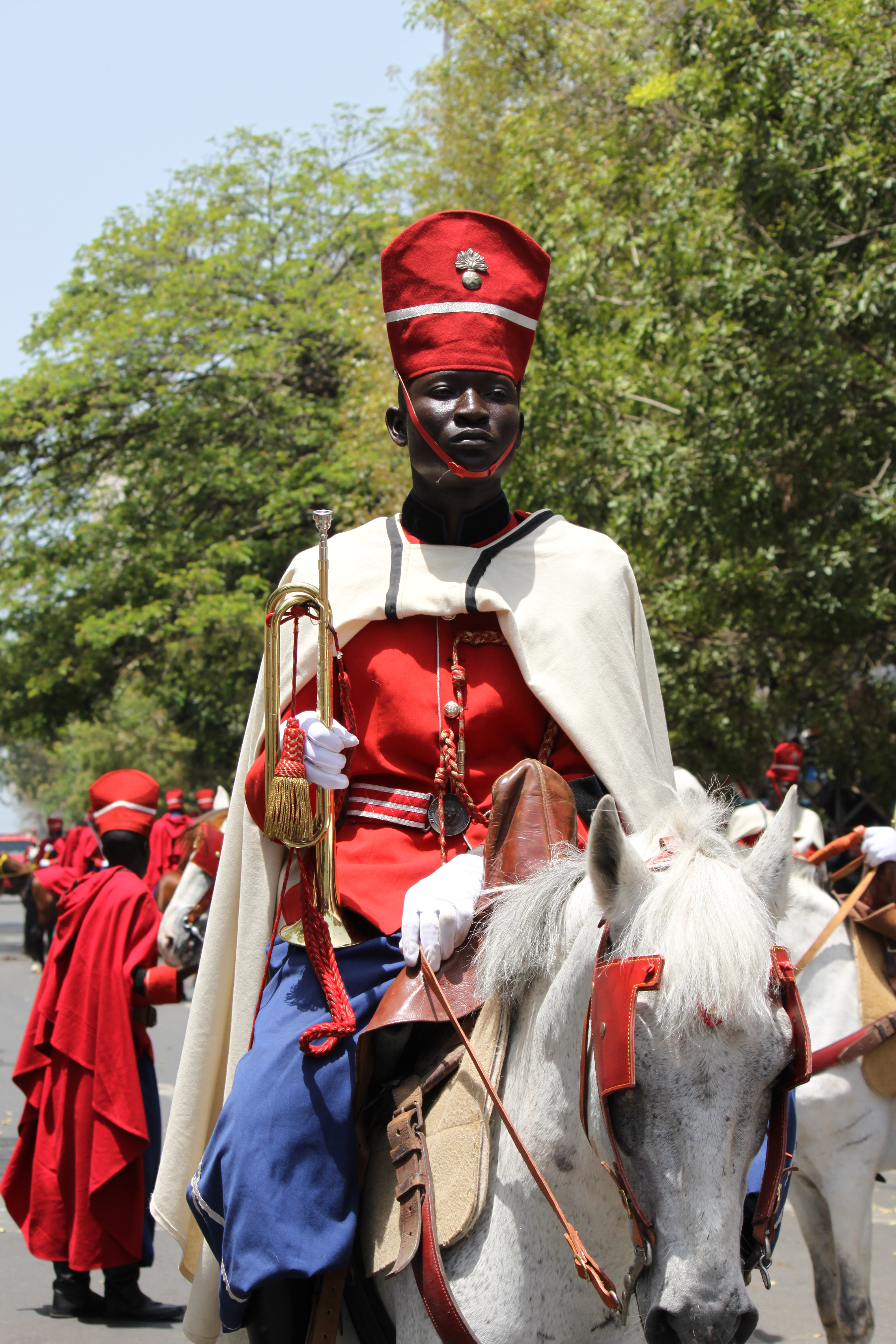
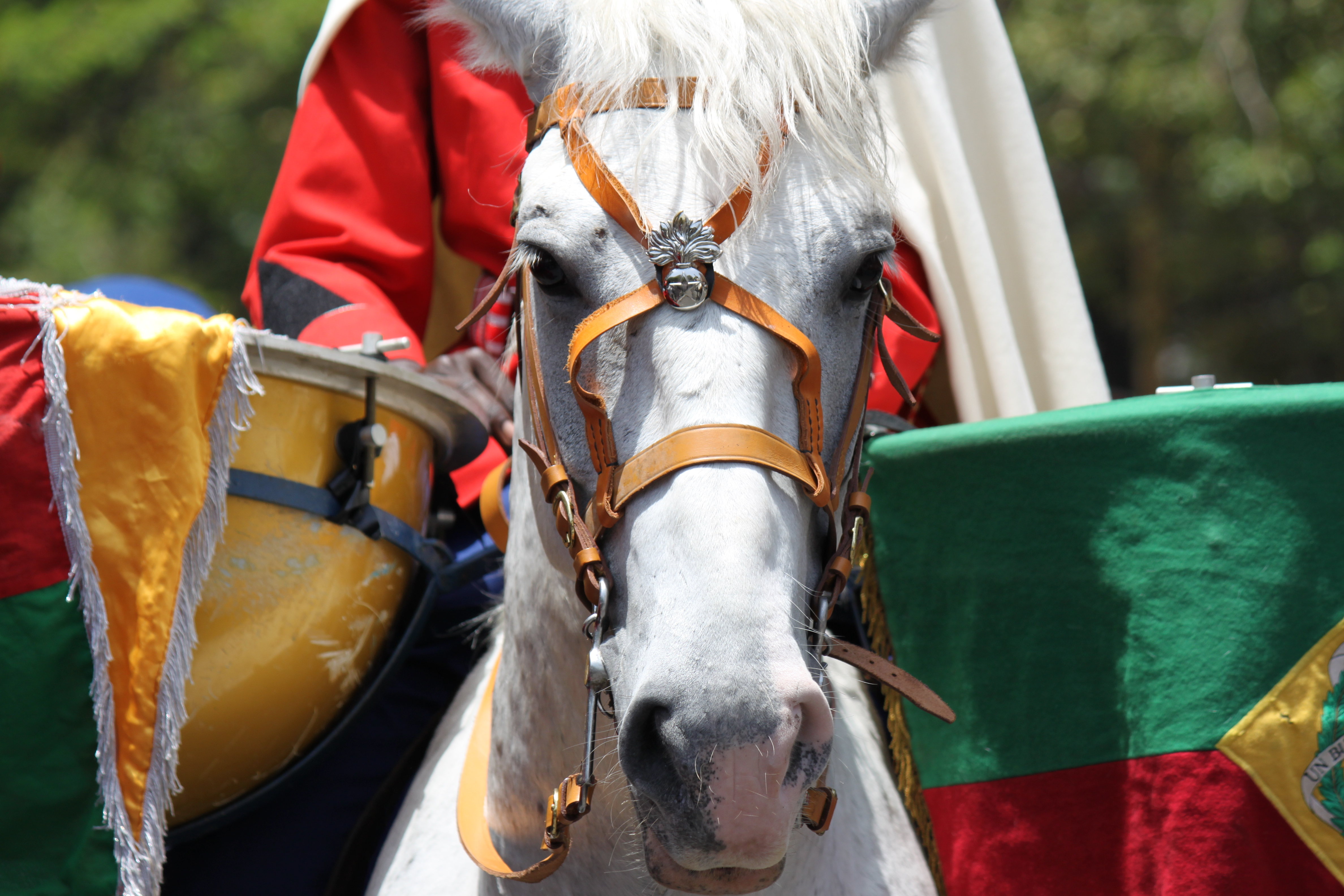
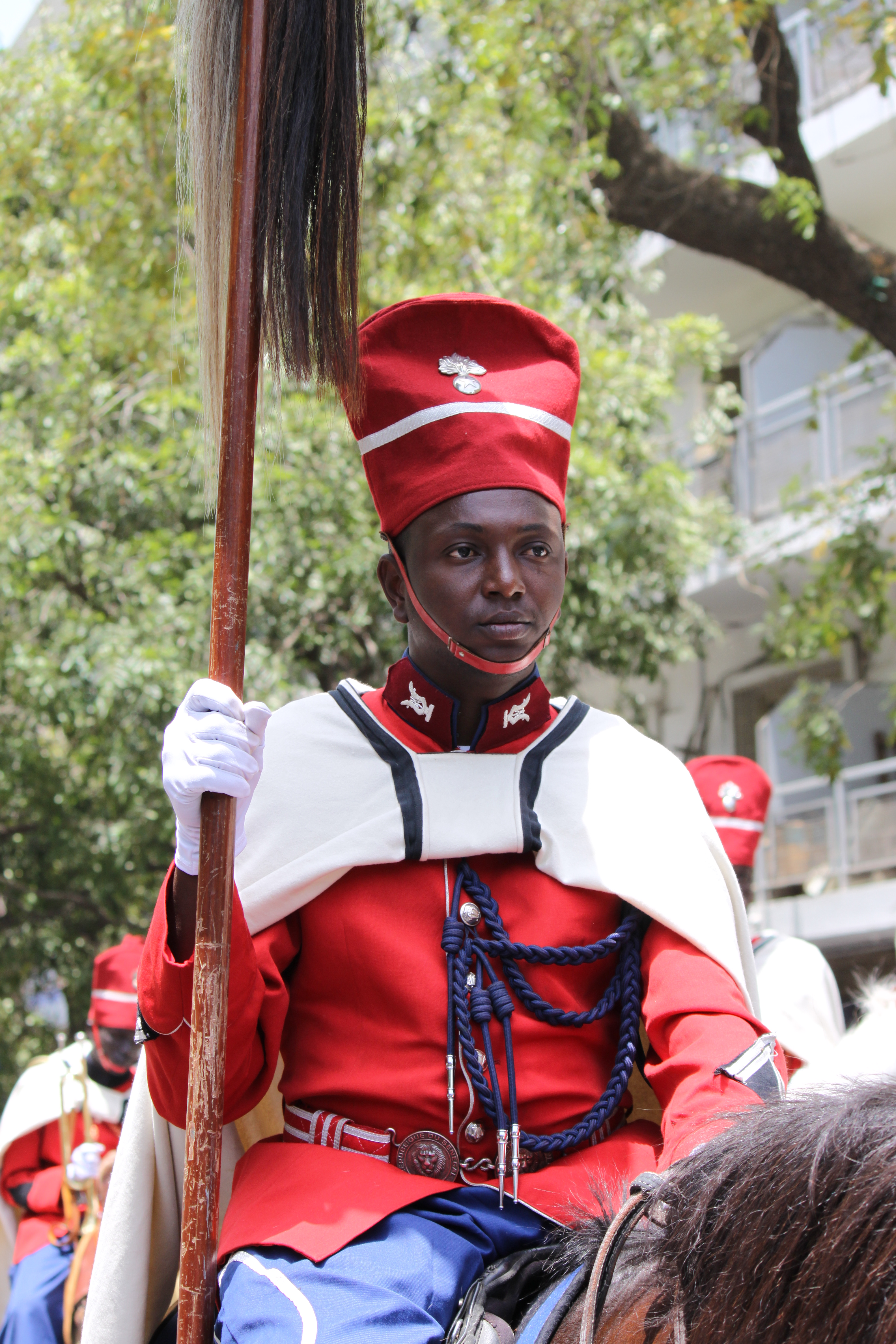
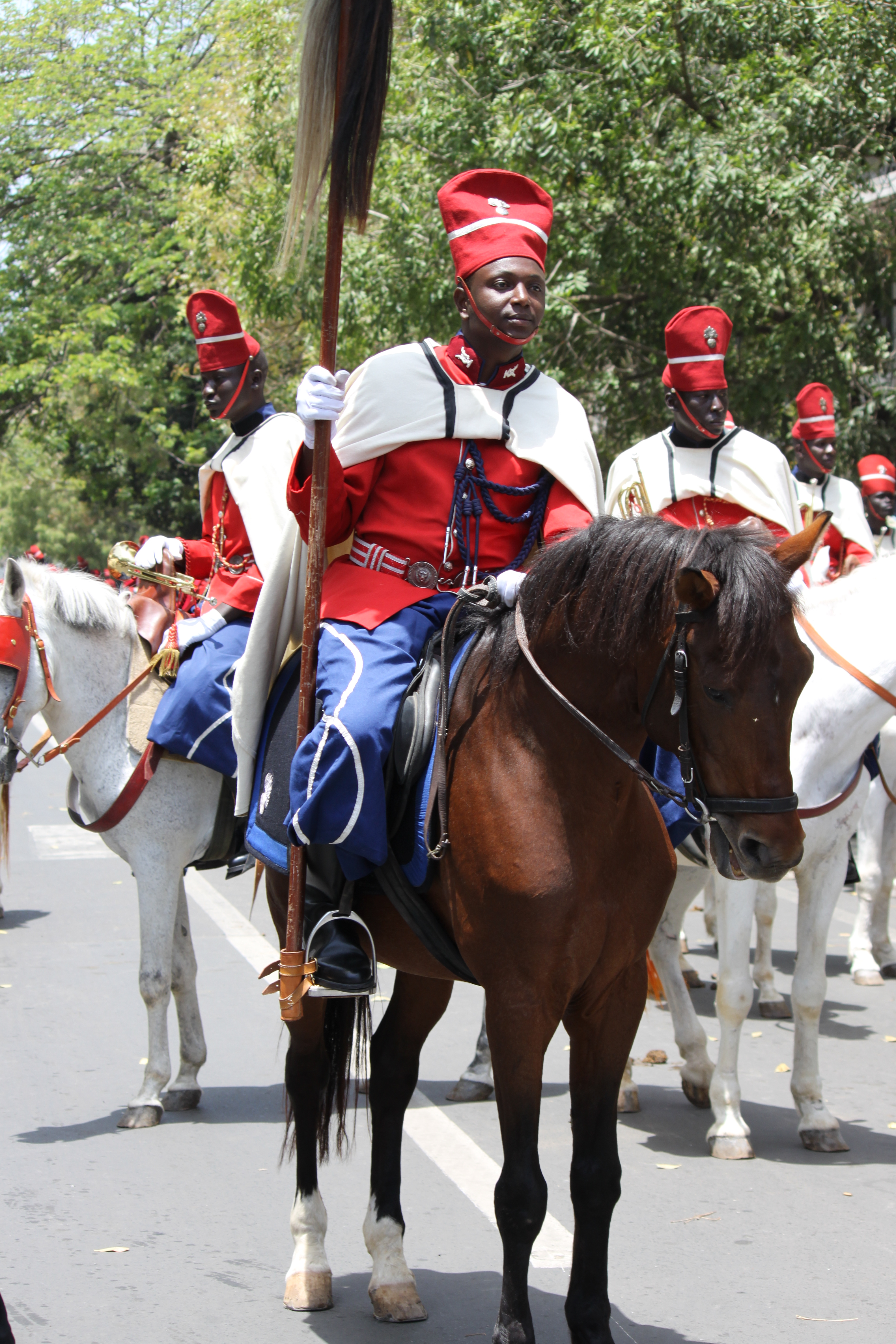
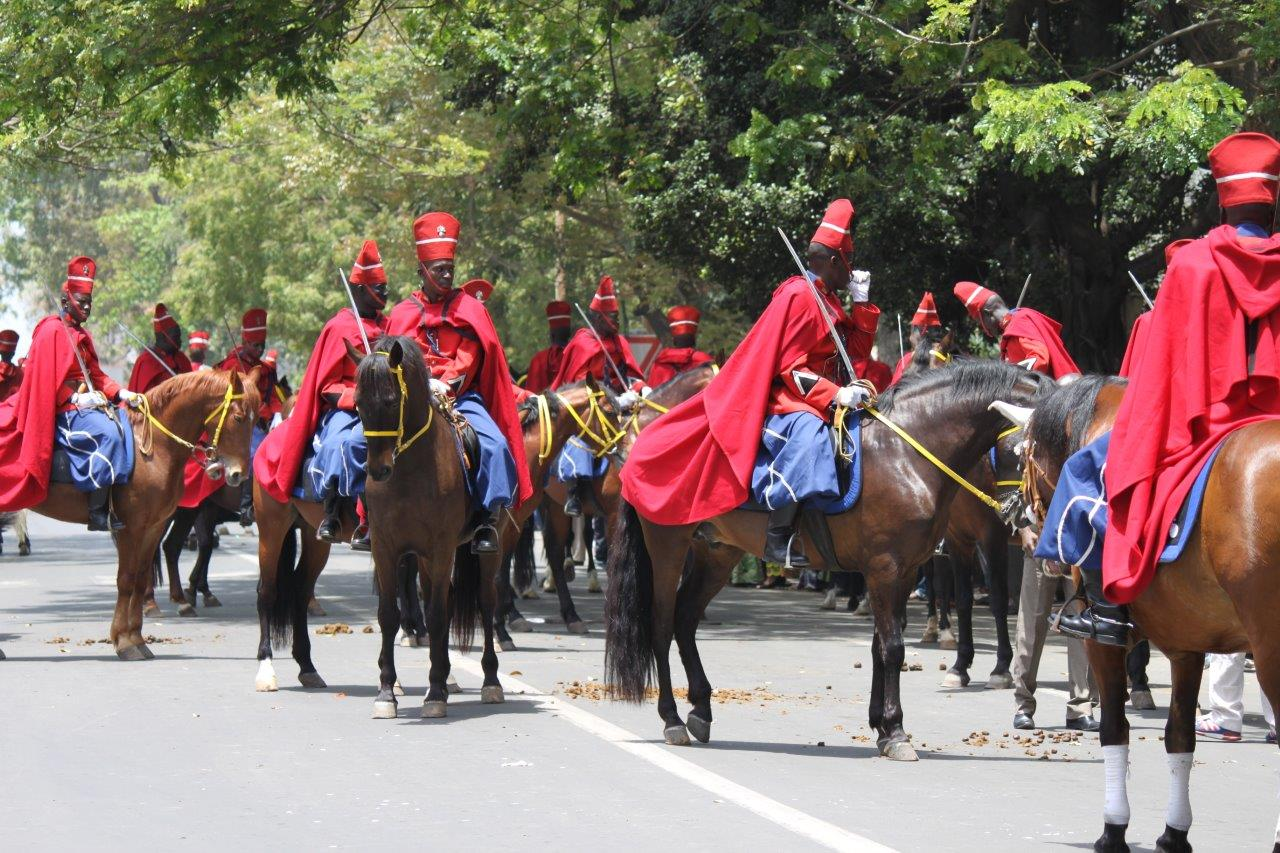
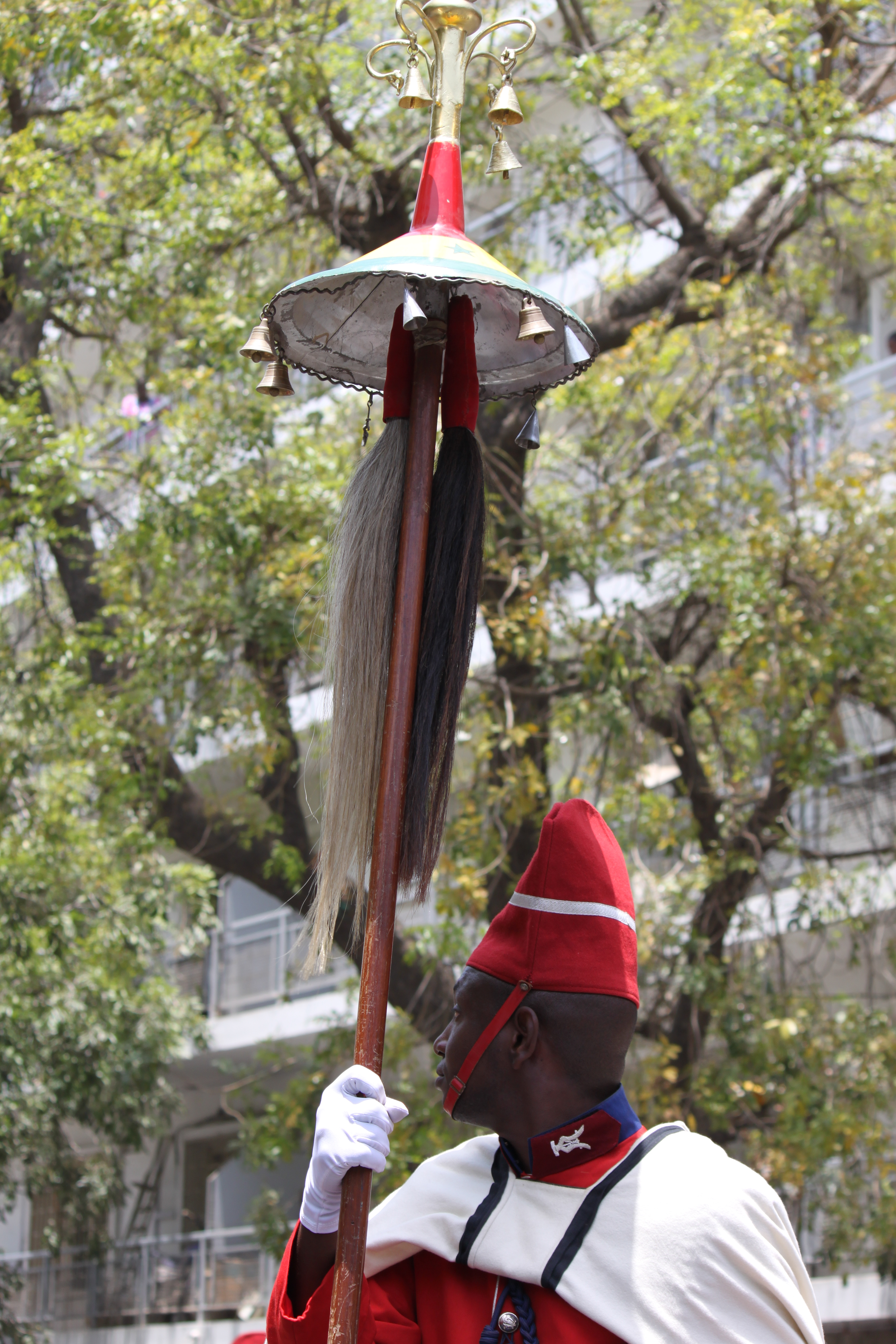
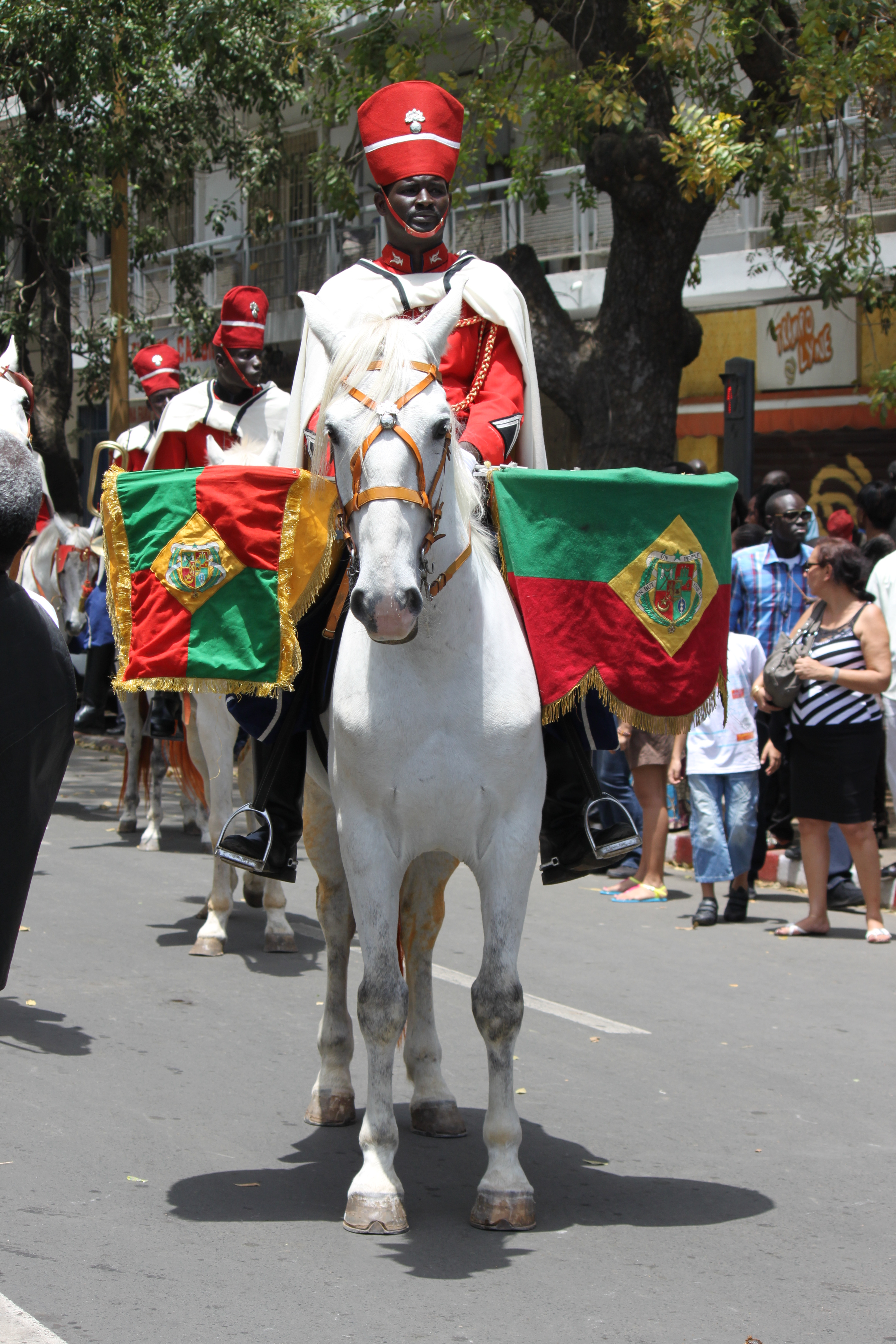
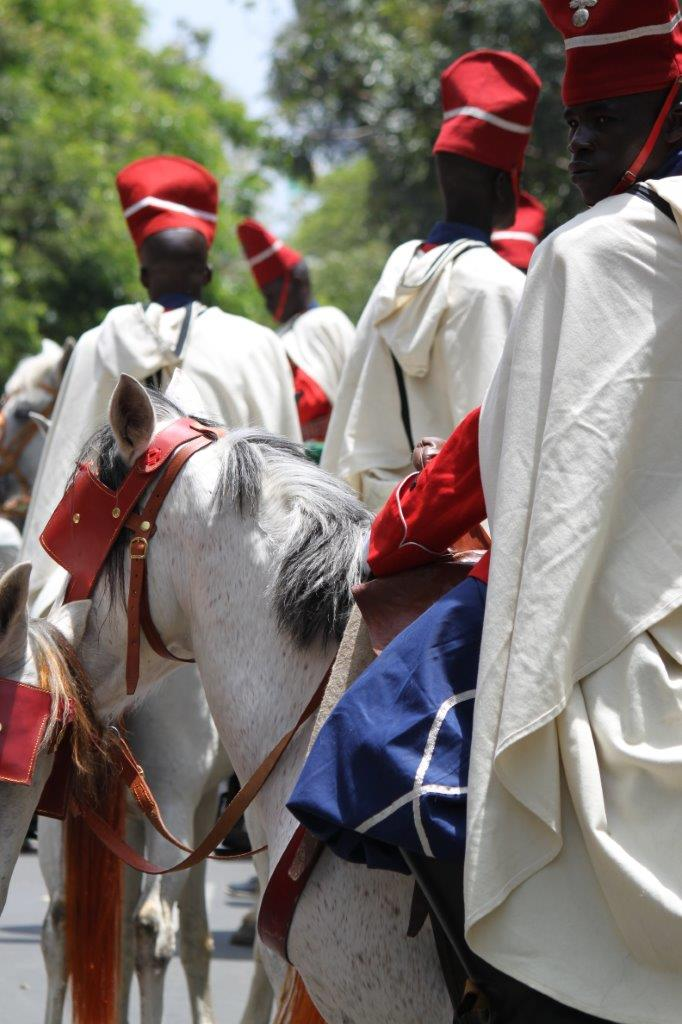

Spahis sénégalais lors de l'investiture de Macky Sall, le 2 avril 2012 sur le boulevard de la République à Dakar (Plateau).

## Voir aussi

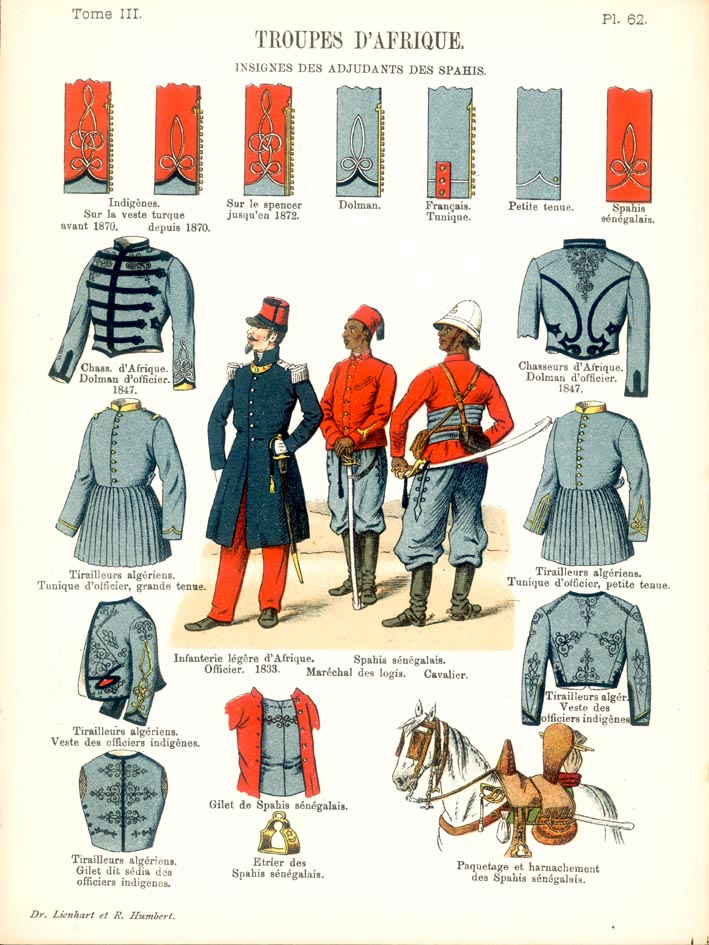
Uniformes des troupes d'Afrique (1906).

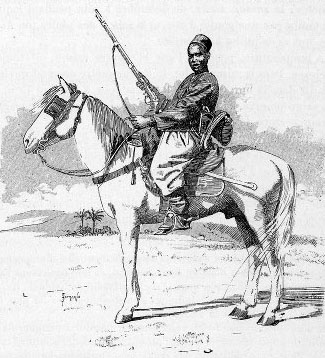
Gravure de 1890.

### Filmographie
- Le Roman d'un spahi, un film de Michel Bernheim, Prod. Claude Dolbert, 1936, 82 min
- Les Cavaliers du Matin, un film de Pierre Schumacher, Prod. Ouest Audiovisuel, 2005, 52 min